# Challenger de Praga-2 2020
El TK Sparta Prague Open 2020 fue un torneo de tenis profesional jugado en canchas duras. Se trata de la primera edición del torneo, que es parte de la 	ATP Challenger Tour 2020 para los hombres y WTA 125s de 2020 para las mujeres. Se llevó a cabo en Praga, República Checa, entre el 17 de agosto al 23 de agosto de 2020.
Para las mujeres, el tamaño del cuadro del torneo se incrementó de 32 a 128 (y por lo tanto, el premio en metálico y los puntos de clasificación ofrecidos también aumentaron). Esto se hizo para permitir que las jugadoras que no pueden participar en la clasificación del Abierto de Estados Unidos Puedan competir, que se canceló debido a la pandemia de COVID-19 en curso.

## Jugadores participantes del cuadro de individuales
| Favorito | País                       | Jugador               | Rank1 | Posición en el torneo |
| -------- | -------------------------- | --------------------- | ----- | --------------------- |
| 1        | Bandera de Suiza           | Stan Wawrinka         | 17    | CAMPEÓN               |
| 2        | Bandera de República Checa | Jiří Veselý           | 65    | Segunda ronda         |
| 3        | Bandera de Francia         | Pierre-Hugues Herbert | 71    | Semifinales           |
| 4        | Bandera de Alemania        | Philipp Kohlschreiber | 74    | Tercera ronda, retiro |
| 5        | Bandera de Eslovaquia      | Jozef Kovalík         | 122   | Tercera ronda         |
| 6        | Bandera de la India        | Sumit Nagal           | 127   | Cuartos de final      |
| 7        | Bandera de Suiza           | Henri Laaksonen       | 137   | Cuartos de final      |
| 8        | Bandera de Bielorrusia     | Ilia Ivashka          | 138   | Segunda ronda         |
| 9        | Bandera de Eslovenia       | Blaž Rola             | 141   | Segunda ronda         |
| 10       | Bandera de Alemania        | Yannick Maden         | 149   | Tercera ronda         |
| 11       | Bandera de Bélgica         | Kimmer Coppejans      | 154   | Segunda ronda         |
| 12       | Bandera de Eslovaquia      | Martin Kližan         | 159   | Segunda ronda         |
| 13       | Bandera de Francia         | Arthur Rinderknech    | 161   | Segunda ronda         |
| 14       | Bandera de Letonia         | Ernests Gulbis        | 162   | Tercera ronda         |
| 15       | Bandera de Austria         | Sebastian Ofner       | 163   | Segunda ronda         |
| 16       | Bandera de Canadá          | Steven Diez           | 165   | Segunda ronda         |

- 1 Se ha tomado en cuenta el ranking del 16 de marzo de 2020.

### Otros participantes
Los siguientes jugadores recibieron una invitación (wild card), por lo tanto ingresan directamente al cuadro principal (WC):
- Jonáš Forejtek
- Jiří Lehečka
- Andrew Paulson
- Michael Vrbenský
- Stan Wawrinka

Los siguientes jugadores ingresan al cuadro principal tras disputar el cuadro clasificatorio (Q):
- Petr Nouza
- Jan Šátral

### Individua femenino
| Tenista                | Ranking | Preclasificada |
| Monica Niculescu       | 138     | 1              |
| Elisabetta Cocciaretto | 144     | 2              |
| Harriet Dart           | 147     | 3              |
| Leonie Küng            | 148     | 4              |
| Lara Arruabarrena      | 150     | 5              |
| Sara Errani            | 151     | 6              |
| Martina Trevisan       | 153     | 7              |
| Giulia Gatto-Monticone | 156     | 8              |
| Magdalena Fręch        | 158     | 9              |
| Irina Bara             | 161     | 10             |
| Jaqueline Cristian     | 164     | 11             |
| Nadia Podoroska        | 165     | 12             |
| Ankita Raina           | 166     | 13             |
| Jana Čepelová          | 167     | 14             |
| Lesley Pattinama       | 168     | 15             |
| Elena-Gabriela Ruse    | 169     | 16             |
| Mayar Sherif           | 170     | 17             |
| Kristína Kučová        | 173     | 18             |
| Olga Danilović         | 174     | 19             |
| Chloé Paquet           | 175     | 20             |
| Cristina Bucșa         | 177     | 21             |
| Varvara Lepchenko      | 179     | 22             |
| Samantha Murray        | 180     | 23             |
| Anna Schmiedlová       | 181     | 24             |
| Indy de Vroome         | 183     | 25             |
| Mariam Bolkvadze       | 184     | 26             |
| Çağla Büyükakçay       | 185     | 27             |
| Isabella Shinikova     | 187     | 28             |
| Bibiane Schoofs        | 188     | 29             |
| Renata Zarazúa         | 189     | 30             |
| Martina Di Giuseppe    | 191     | 31             |
| Rebecca Šramková       | 193     | 32             |

- Ranking del 17 de agosto de 2020.

### Dobles femenino
| Tenista                              | Ranking | Preclasificada |
| Monica Niculescu Renata Voráčová     | 110     | 1              |
| Lara Arruabarrena Katarina Srebotnik | 158     | 2              |
| Georgina García Pérez Fanny Stollár  | 167     | 3              |
| Bibiane Schoofs Rosalie van der Hoek | 202     | 4              |
| Dalila Jakupović Valeria Savinykh    | 217     | 5              |
| Anna Danilina Yana Sizikova          | 218     | 6              |
| Lidziya Marozava Andreea Mitu        | 235     | 7              |
| Laura Ioana Paar Julia Wachaczyk     | 239     | 8              |

## Campeonas

### Individual Masculino
- Stan Wawrinka derrotó en la final a  Aslan Karatsev, 7–6(2), 6–4.

### Dobles Masculino
- Pierre-Hugues Herbert /  Arthur Rinderknech derrotaron en la final a  Zdeněk Kolář /  Lukáš Rosol, 6–3, 6–4

### Individuales femeninos
Kristína Kučová venció a  Elisabetta Cocciaretto por 6–4, 6–3

### Dobles femenino
Lidziya Marozava /  Andreea Mitu vencieron a  Giulia Gatto-Monticone /  Nadia Podoroska por 6–4, 6–4